# Dreux
Dreux es una ciudad de Francia situada en el departamento de Eure-et-Loir, en la región de nombre Centro.
En francés, sus habitantes se llaman drouais o durocasses.

## Historia

### Antigüedad
Dreux fue la capital de la tribu de los Durocasses. Sin embargo, y contrario a una leyenda del romanticismo del siglo XIX, Dreux no fue la capital de los druidas. Su posición topográfica, cerca de París y cerca de la colina que la domina reúne todas las condiciones para un puesto militar. También los romanos construyeron una fortaleza con el nombre "Castrum Drocas".

### Edad Media y Edad Moderna
Ciudad fronteriza entra el dominio real y el ducado de Normandía, Dreux fue considerada durante mucho tiempo, el acceso al reino.

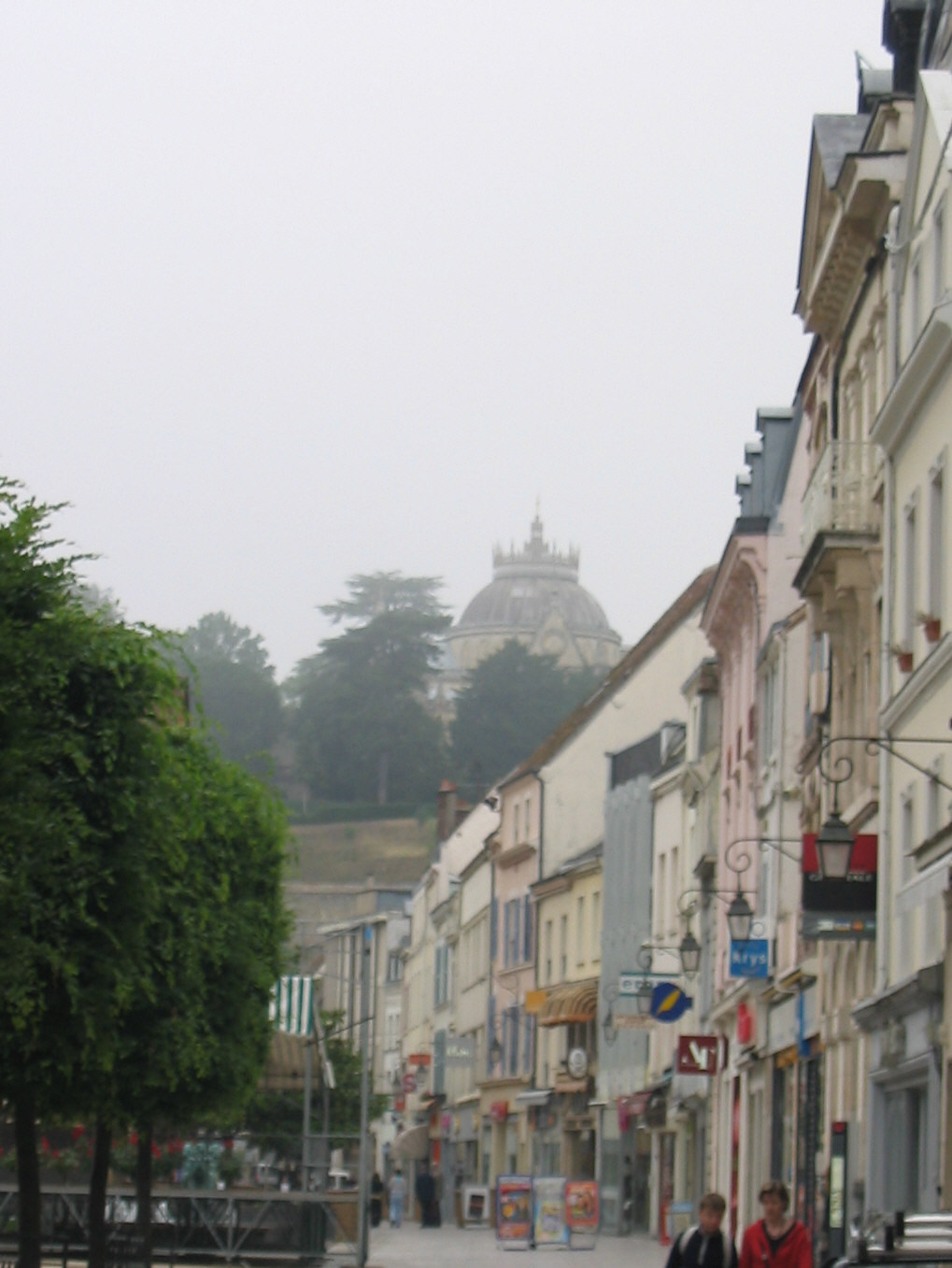
Grand Rue de Dreux. Al fondo se ve la capilla San Luis

La ciudad fue cabeza de distrito de un condado célebre: fue erigida como municipio hacia 1108, por Luis VI. 
Era una plaza fuerte, que soportó sitios diversos y notables. Fue confirmada por Roberto I de Dreux, y los burgueses defendieron el lugar en contra de los enemigos del rey.
En el curso de las guerras de religión en Francia, Dreux fue, en diciembre de 1562, el campo de batalla de un confrontación entre el ejército católico y real de Catalina de Médici, regente y condesa de Dreux, y las tropas protestantes del príncipe Luis I de Borbón-Condé y del almirante de Coligny. Los católicos triunfaron, pero al precio de 8.000 muertos en el campo de batalla.
Enrique IV la tomó y desmanteló en 1593.

### Período contemporáneo
En 1816, Luis Felipe I mandó construir la capilla San Luis en la colina que predomina en la ciudad en respuesta al saqueo de la colegiata Saint-Étienne el que el duque de Penthièvre había hecho su necrópolis familiar.
Dreux es la heredera de una tradición larga e industrial: papelería e imprenta (familia Firmin-Didot), pañería en el siglo XVIII y luego metalurgia (Grosdemouge, Facel, Potez).
A partir de los años 1960, una nueva generación industrial, delocalizada desde la región parisina (Radiotécnico, automóvil, farmacia), causó un paro de los obreros cualificados y sindicados y trajo a trabajadores emigrantes (del Magreb, Portugal, África subsahariana). La población de la ciudad se duplicó de 1945 a 1975. La política migratoria entonces fue percibida como un factor de progreso para la ciudad y, sobre todo, se pensaba que el periodo de los Treinta Gloriosos debería continuarse indefinidamente.

### La cuna del Frente Nacional
Dreux vuelve a la atención nacional en 1983 cuando el Frente Nacional gana su primera victoria importante en las elecciones municipales, continuando con la derecha clásica. La lista electoral del Frente Nacional – dirigida por Jean-Pierre Stirbois – fue un evento sin precedentes y sobrepasó el 16% de los sufragios en la 1.ª vuelta de la votación. Entre ambas vueltas, la lista del Frente Nacional se fusionó con la dirigida por Jean Hieaux (RPR) el que se haría alcalde después de la victoria de esta alianza. Jean Hieaux era apoyado por una mayoría muy grande de la derecha local que veía al Frente Nacional como una fuerza complementaria que permitía hacer volver a la derecha a la ciudad de Dreux, que había sido dirigida por la izquierda en 1977.
Este objetivo se consiguió cuando Juan Hieaux permaneció como alcalde de la ciudad hasta 1995. Sin embargo, la alianza con el Frente Nacional se estaba consuminendo rápidamente desde las elecciones de 1989, por lo que el Frente Nacional rehízo un partido político independiente que sería más marginado de elección a elección. Esta pérdida de velocidad se debió principalmente a muerte accidental de Jean-Pierre Stirbois en 1988. Su esposa, Marie-France Stirbois, es quien representaría al Frente Nacional en Dreux. Fue elegida diputada en 1989, luego Consejera General en 1992 (un solo mandato), luego diputada europea y Consejera Regional hasta irse definitivamente de la ciudad luego de las elecciones regionales de 1998 que resultó un fracaso para la alianza derecha/Frente Nacional.

### Presente
En 1995, Gérard Hamel (RPR, luego UMP) conservó la derechista a la ciudad modernizando y a la vez que arreglando de modo voluntarista el nivel de los errores del pasado y la eventualidad de una alianza derecha/Frente Nacional.

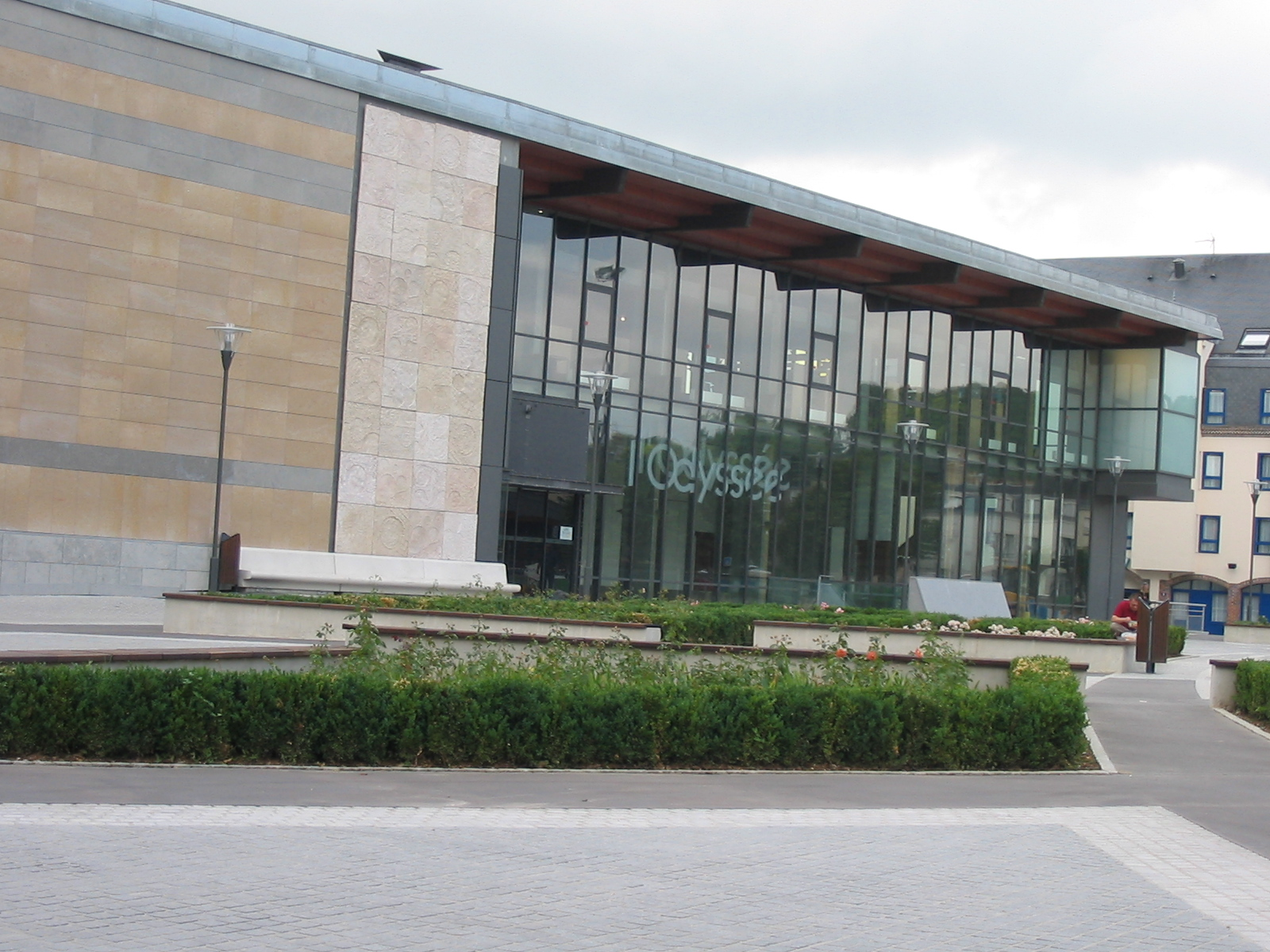
Centro Cultural Odyssée

Muy marcada por un paro fuerte debido a una readaptación difícil de su industria (automóvil y electrónica), y por la gestión delicada de una fuerte inmigración que multiplicó las comunidades totalmente confrontadas con un estado precario social muy importante, Dreux intentó cambiar su imagen que todavía reposaba en un tríptico "Ciudad industrial dormida, distritos difíciles, cuna del Frente Nacional". Fue puesta sobre nuevas hileras económicas (industria farmacéutica) y sobre una política cultural ambiciosa (creación de un gran polo cultural, un centro de arte contemporánea: la Odisea; en francés, Odyssée). Hamel es reelecto en 2001.
La evicción del Frente Nacional al Ayuntamiento de Dreux se debió a la acción de los harkis que constituían el 6% de la población del municipio. Dirigidos por Abd-el-Kader Hamiche, éstos se aliaron con Jean Hieaux para las elecciones municipales de 1989, permitiendo a este rehacerse y desembarazarse de la Frente Nacional. Con Frente Nacional progresivamente marginado, Marie-France Stirbois, desesperada por conseguir hacerse reelegir allí, constituyó la caída del mismo con su ida a Niza.
En las elecciones municipales de 2001, después de la escisión con el MNR y la salida de Marie-France Stirbois, el Frente nacional no contó con los suficientes militantes como para constituir una lista.
Tres mezquitas han sido construidas desde el fin de la influencia del Frente Nacional en Dreux, incluida una de la comunidad de Tablighi Jamaat. Por otro lado, la ciudad perdió 5.000 habitantes.

## Heráldica

Escudo de armas de Dreux

Las armas de la ciudad se originaron en la casa de Braine. Roberto I de Dreux, el cuarto hijo del rey Luis VI aceptó el condado de Dreux bajo prerrogativa en 1137 y se casó, por tercera vez, con Agnés de Braine en 1152. Roberto I tomó las armas de la casa de Braine. Él dio las armas a sus habitantes en Dreux en 1154,
Al principio del siglo XX, el ornamento exterior, que era la corona de conde puesta como una cresta, fue reemplazada por la corona mural en forma de muro almenado.

## Geografía

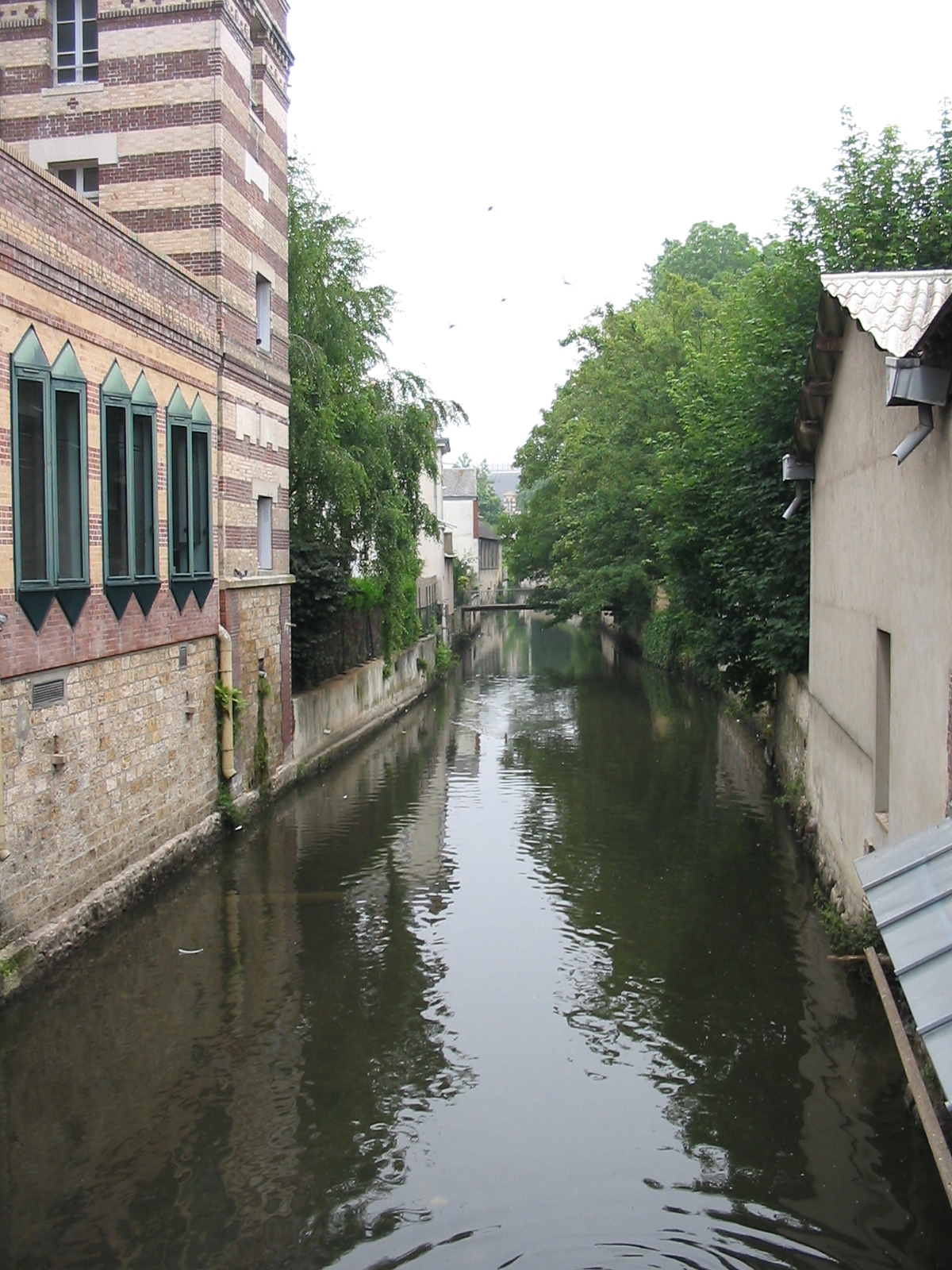
El curso del Blaise en Dreux

El sitio donde se sitúa Dreux corresponde a una depresión y confluencia del Blaise, del Avre y del Eure.
Entre Normandía, Isla de Francia y Beauce, fue afirmada todo el tiempo come una ruta de comercio y un pasaje entre regiones de economía complementaria.
Del mismo modo, hoy la situación de la ciudad corresponde a una ruta entre un eje nacional Paris-Alençon y un eje de contorno de la región parisina Ruan-Chartres-Orleans.

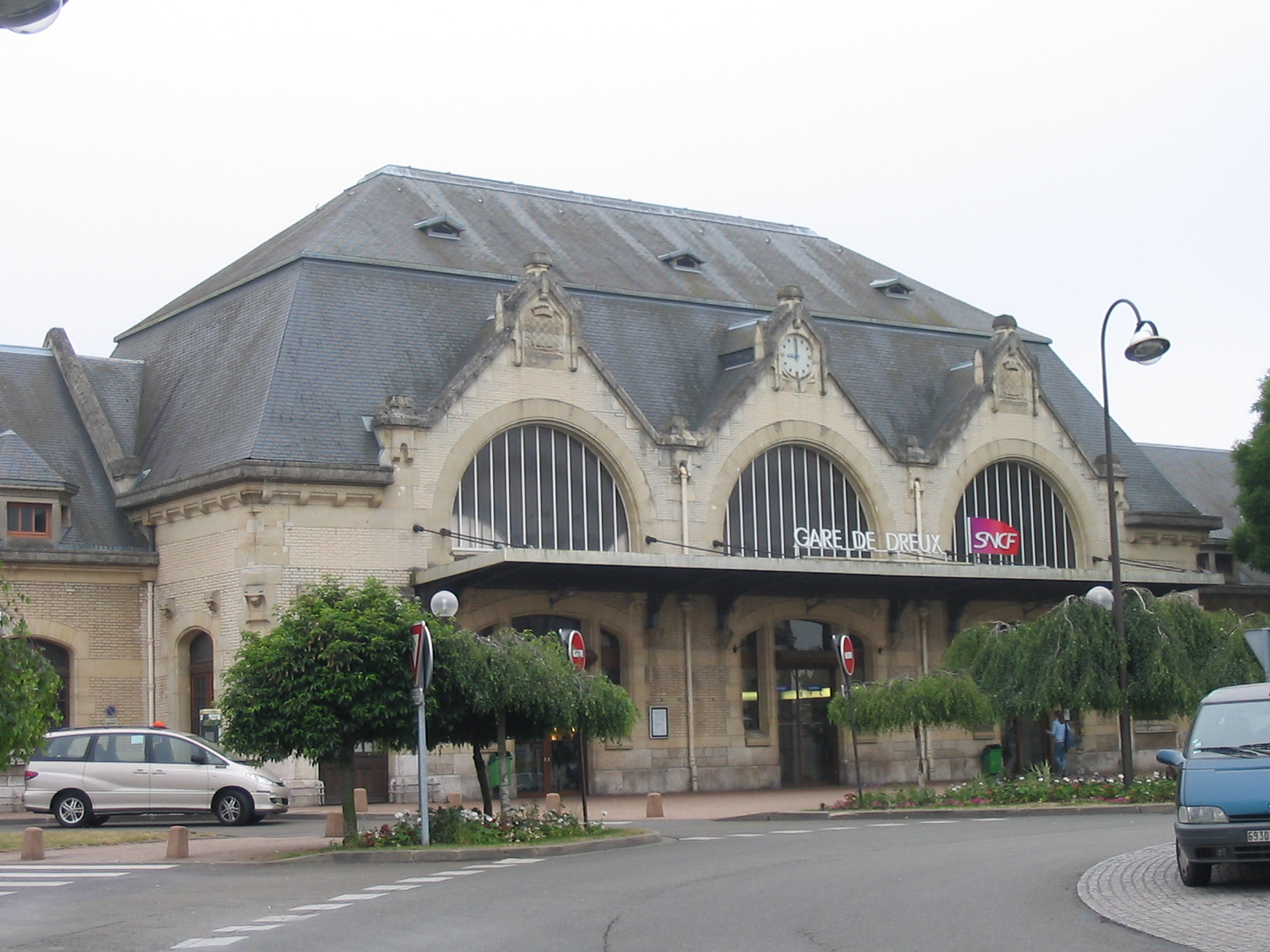
Estación de Dreux

De este modo, Dreux tiene confluencia con la ruta nacional 12 que corresponde a la antigua ruta de Perche (París-Mortagne-Alençon) hacia Basse-Normandía.
Dreux dispone de una estación de tren accesible, igualmente, gracias al sistema ferroviario Estación París-Montparnasse - Granville. Los mejores enlaces entre París y Dreux se hacen en 40 minutos.

## Patrimonio

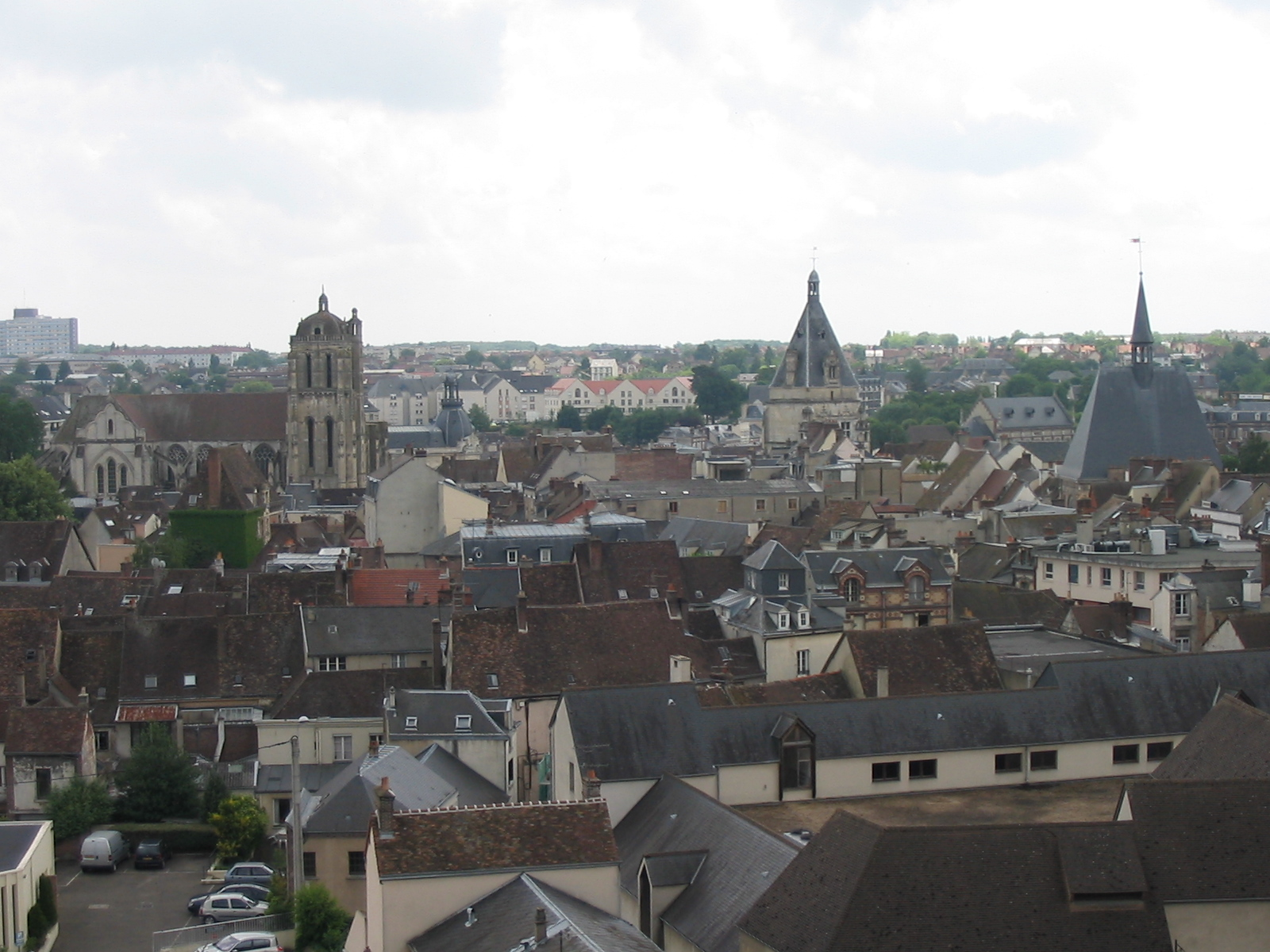
Panorama de la ciudad
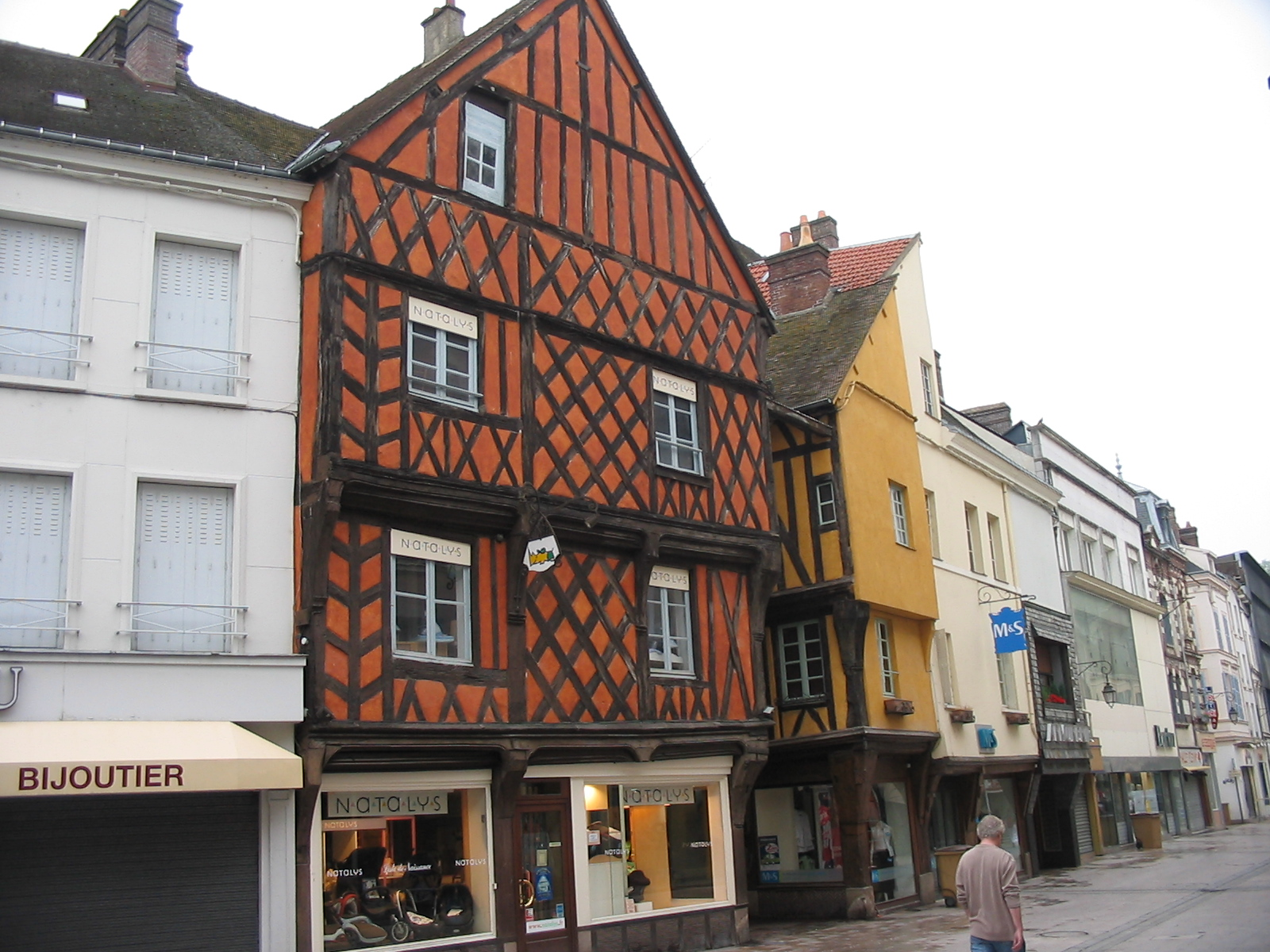
Casa antigua
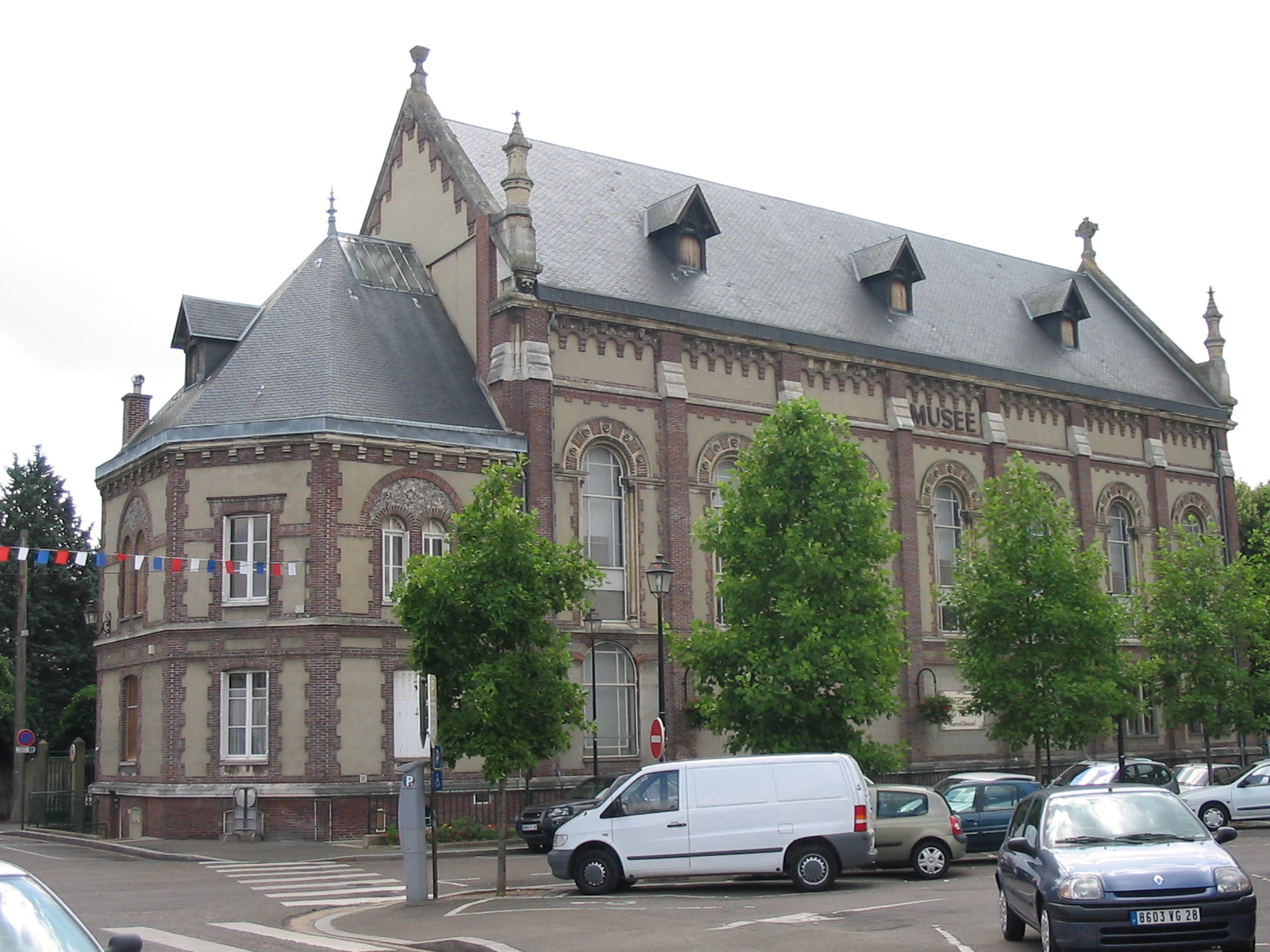
El museo
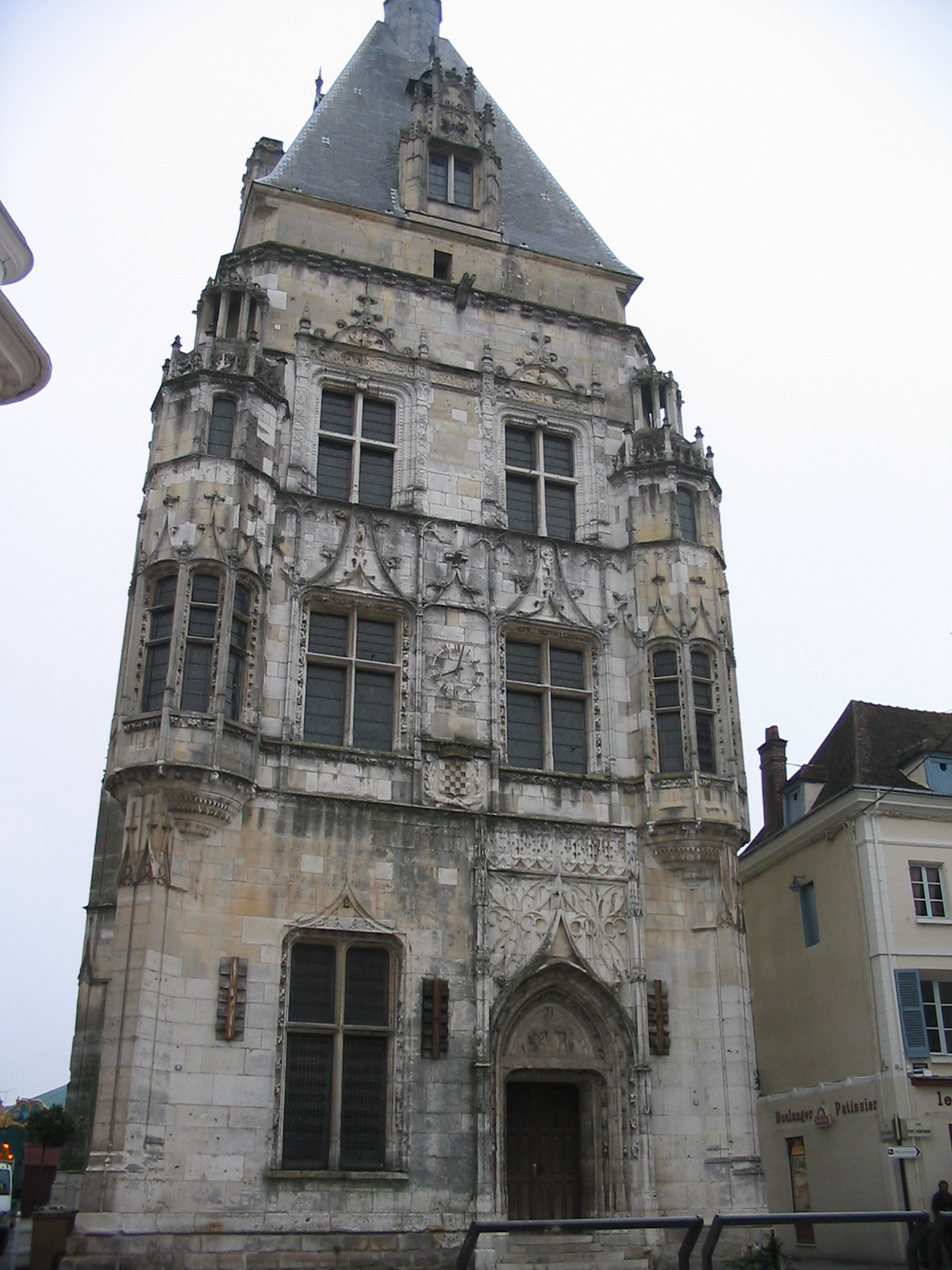
La atalaya
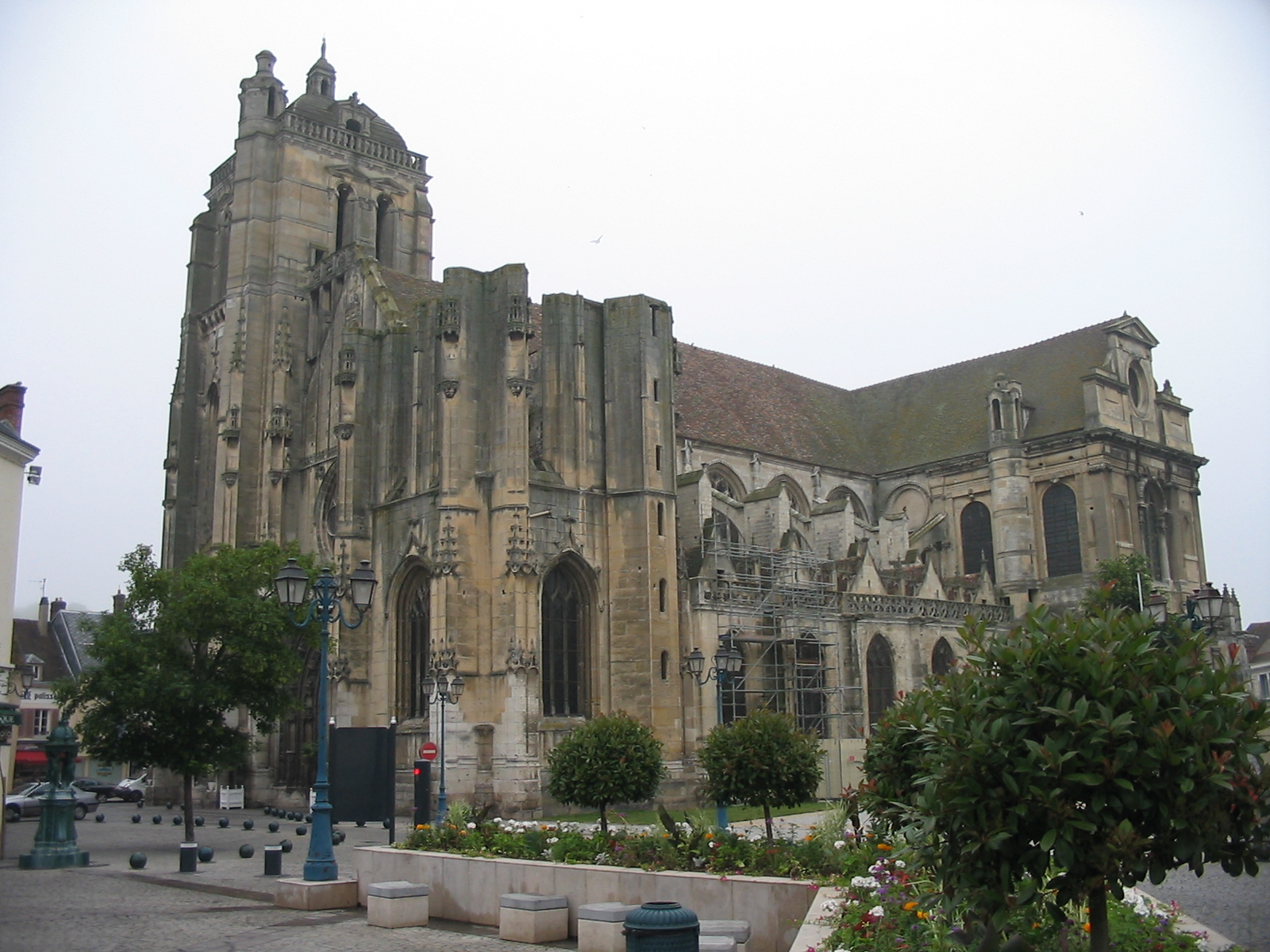
La Iglesia Saint-Pierre
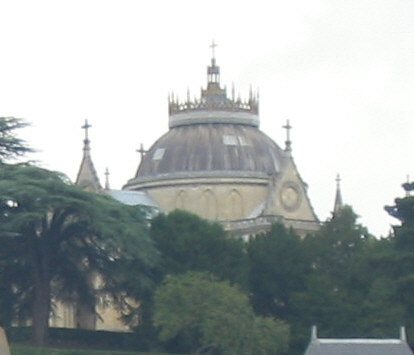
La Capilla Saint-Louis

## Administración
| Lista de alcaldes sucesivamente | Lista de alcaldes sucesivamente | Lista de alcaldes sucesivamente |
| Alcalde                         | Período                         | Partido político                |
| ------------------------------- | ------------------------------- | ------------------------------- |
| Charles Le Menestrel            | 1790                            | ?                               |
| Louis Claude Rotrou             | 1791                            | ?                               |
| Clément                         | 1792-1793                       | ?                               |
| Amoreau                         | 1793-1795                       | ?                               |
| Devilleneuve                    | 1795-1795                       | ?                               |
| Pierre Leroux                   | 1795-1796                       | ?                               |
| Chaperon                        | 1796-1797                       | ?                               |
| Mahiel De Saint Clair           | 1797-1797                       | ?                               |
| Jacques Hequet                  | 1797-1797                       | ?                               |
| Jacques Pierre                  | 1800-1800                       | ?                               |
| Thomas Jolly                    | 1800-1808                       | ?                               |
| Louis Claude Rotrou             | 1808-1815                       | ?                               |
| Mahiel De Saint Clair           | 1815-1818                       | ?                               |
| C. De Chaulnes                  | 1818-1828                       | ?                               |
| Louis Caille                    | 1828-1830                       | ?                               |
| J. Robillard                    | 1830-1834                       | ?                               |
| Demonferrand                    | 1834-1848                       | ?                               |
| Jacques Mézirard                | 1848-1852                       | ?                               |
| L. Lamésange                    | 1852-1855                       | ?                               |
| Jacques Mézirard                | 1855-1869                       | ?                               |
| Jacques Gromard                 | 1869-1869                       | ?                               |
| Eugène Batardon                 | 1869-1870                       | ?                               |
| Elie Tilleul                    | 1870-1871                       | ?                               |
| Léoplod Poirier                 | 1871-1878                       | ?                               |
| Victor Dubois                   | 1878-1880                       | ?                               |
| Pierre Fortin                   | 1880-1882                       | ?                               |
| Louis Hermann                   | 1882-1882                       | ?                               |
| Victor Dubois                   | 1882-1884                       | ?                               |
| Charles Bonnet                  | 1884-1886                       | ?                               |
| Victor Dubois                   | 1886-1888                       | ?                               |
| Louis Terrier                   | 1888-1895                       | ?                               |
| Charles Bonnet                  | 1895-1899                       | ?                               |
| Ferdinand Lefebvre              | 1899-1899                       | ?                               |
| Alphonse Barre                  | 1899-1908                       | ?                               |
| Maurice Viollette               | 1908-1941                       | PRS                             |
| André Trubert                   | 1941-1941                       | Delegación especial             |
| Moreau                          | 1942-1943                       | Delegación especial             |
| Alphonse Barre                  | 1944-1944                       | Delegación especial             |
| Maurice Viollette               | 1944-1959                       | UDSR                            |
| Georges Rastel                  | 1959-1965                       | UDSR                            |
| Jean Cauchon                    | 1965-1977                       | CD                              |
| Françoise Gaspard               | 1977-1983                       | PS                              |
| Marcel Piquet                   | 1983                            | PS                              |
| Jean Hieaux                     | 1983-1989                       | RPR aliado con el FN            |
| Jean Hieaux                     | 1989-1995                       | RPR                             |
| Gérard Hamel                    | 1995-2001                       | RPR                             |
| Gérard Hamel                    | marzo 2001 -                    | UMP                             |

## Demografía

### Tablas
| 5 383 | 5 437 | 6 037 | 6 032 | 6 249 | 6 379 | 6 774 | 6 764 | 6 498 | 6 940 | 7 237 | 7 418 | 7 922 | 8 254 | 8 719 | 9 364 | 9 718 | 9 697 | 9 928 | 10 692 | 10 908 | 11 313 | 12 200 | 13 361 | 14 184 | 16 818 | 21 588 | 29 408 | 33 101 | 33 379 | 35 230 | 31 849 | 32 155 |
| Para los censos de 1962 a 1999 la población legal corresponde a la población sin duplicidades (Fuente: INSEE [Consultar]) |       |       |       |       |       |       |       |       |       |       |       |       |       |       |       |       |       |       |        |        |        |        |        |        |        |        |        |        |        |        |        |        |

## Personajes célebres
- Roberto I de Dreux era el cuarto hijo del rey Luis VI. Conde de Dreux, se casó tres veces y falleció en 1188. Tuvo dos hijos, entre ellos Robert II, quien se convirtió en el conde de Dreux.
- Los Métézeau: gran familia de Dreux, eran una familia de arquitectos que contribuyeron a desarrollar la riqueza arquitectónica de la ciudad. Se distinguen:
  - Clément Ier (1479-1555)
  - Jean (1528-1600)
  - Thibault (1533-1596)
  - Clément II (1581-1652)
  - Louis (1562-1616)
- Jean Rotrou: descendía de una antigua familia burguesa de la ciudad. Nació en Dreux el 21 de agosto de 1609. En 1639, luego de la muerte de Richelieu, compró el cargo de terrateniente particular civil
- Antoine Godeau murió el 21 de avril, 1672, día de Pascuas, de una ataque de apoplejía.
- François-André Danican Philidor (nacido el 7 de septiembre de 1726 en Dreux – muerto 31 de agosto de 1795 en Londres). Venido de una dinastía de músicos célebres de los siglos XVII y XVIII, quienes portaban todos los sobrenombres de Philidor, también ejerció como músico, aunque, sobre todo, es recordado como jugador de ajedrez, probablemente el más fuerte de su época y, para muchos, el padre del ajedrez moderno.
- Luis Felipe I de Francia descansa en la capilla real de Dreux.
- Françoise Gaspard, sociólogo, escritor y feminista era una mujer política francesa.
- Patrick Vieira, futbolista campeón del mundo en 1998, campeón de Europa en 2000, capitán del equipo Nacional de Fútbol de Francia.

## Ciudades hermanadas
- Todi, Italia desde 1960
- Melsungen, Alemania desde 1966
- Koudougou, Burkina Faso desde 1972
- Evesham, Reino Unido desde 1977
- Bautzen, Alemania desde 1992
- Khemisset, Marruecos